# Dmitro Parfónov
Dmitro Volodímirovich Parfónov (en ucraniano: Дмитро Володимирович Парфьонов) o Dmitri Vladímirovich Parfiónov (en ruso: Дми́трий Влади́мирович Парфёнов; Odesa, Unión Soviética, 11 de septiembre de 1974) es un entrenador exfutbolista ucraniano, se desempeñaba como lateral izquierdo. Actualmente es el entrenador del FC Rodina Moscú.

## Clubes

### Como jugador
| Club                     | País    | Año         | Partidos | Goles |
| FC Chernomorets Odesa    | Ucrania | 1991 - 1997 | 167      | 10    |
| FC Dnipro Dnipropetrovsk | Ucrania | 1997 - 1998 | 13       | 3     |
| FC Spartak Moscú         | Rusia   | 1998 - 2005 | 125      | 15    |
| FC Dinamo Moscú          | Rusia   | 2006        | 3        | 0     |
| FK Jimki                 | Rusia   | 2006 - 2007 | 15       | 0     |
| FC Arsenal Kiev          | Ucrania | 2007 - 2008 | 8        | 0     |
| FC Saturn                | Rusia   | 2008 - 2010 | 17       | 0     |

### Como entrenador
| Club                     | País  | Año           |
| ------------------------ | ----- | ------------- |
| FC Tekstilshchik Ivanovo | Rusia | 2012–2015     |
| FC Tosno                 | Rusia | 2015–2018     |
| FC Ural Yekaterinburg    | Rusia | 2018–2020     |
| Arsenal Tula             | Rusia | 2020–2021     |
| FC Rodina Moscú          | Rusia | 2022–Presente |

## Palmarés
FC Chernomorets Odesa
- Copa de Ucrania: 1992, 1994

FC Spartak Moscú
- Liga Premier de Rusia: 1998, 1999, 2000, 2001
- Copa de Rusia: 1998